# Nick Bjugstad
Nicholas Jay „Nick“ Bjugstad (* 17. Juli 1992 in Minneapolis, Minnesota) ist ein US-amerikanischer Eishockeyspieler, der seit Juni 2024 bei den Utah Mammoth aus der National Hockey League (NHL) unter Vertrag steht. Zuvor verbrachte der Center knapp sechs Jahre bei den Florida Panthers und lief für die Pittsburgh Penguins, Minnesota Wild, zweimal für die Arizona Coyotes sowie die Edmonton Oilers auf. Sein Onkel Scott Bjugstad war ebenfalls professioneller Eishockeyspieler.

## Karriere

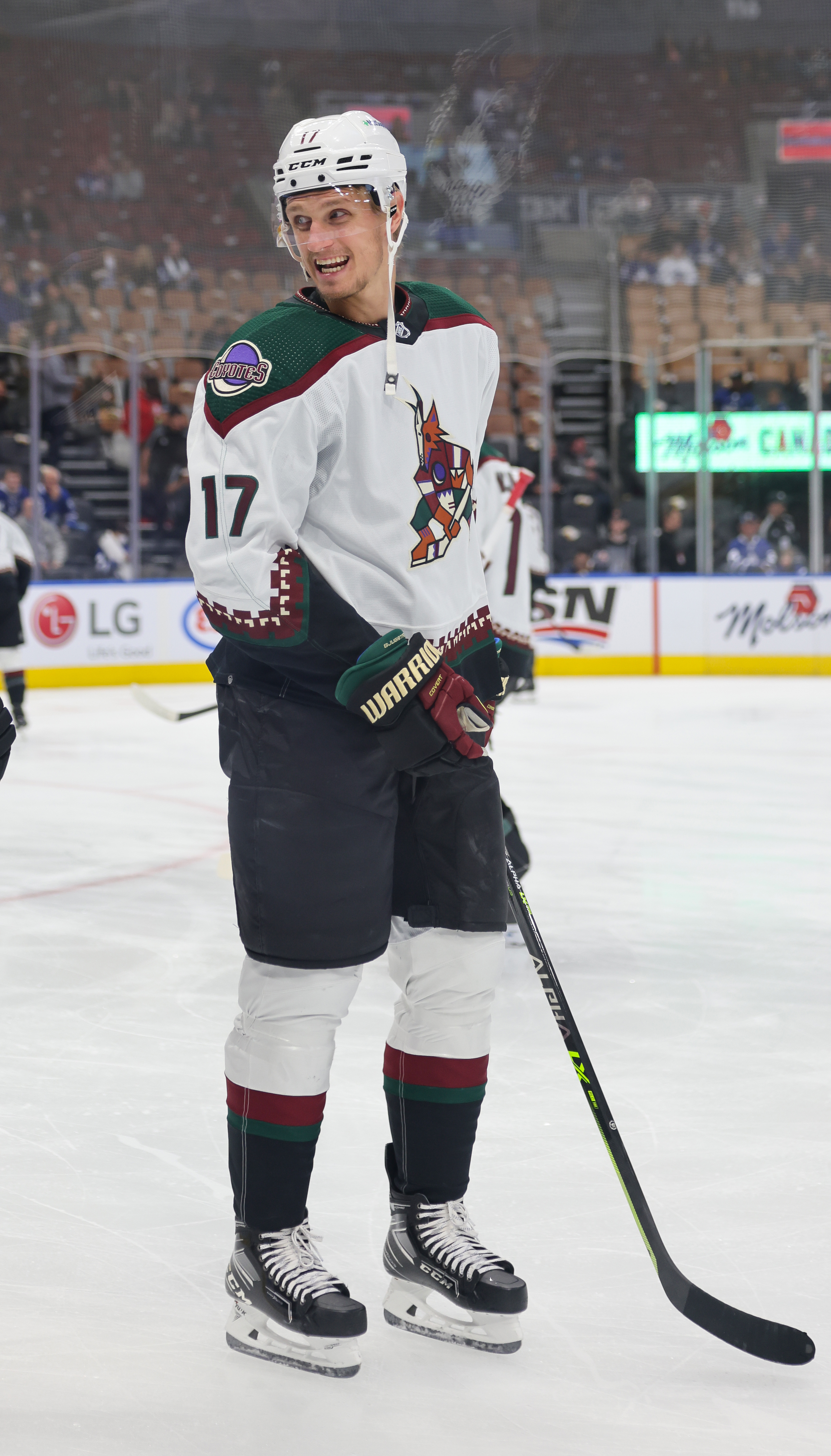
Bjugstad im Trikot der Arizona Coyotes (2022)

Nick Bjugstad begann seine Karriere bei der Schulmannschaft der Blaine High School, für die er drei Spielzeiten lang auf dem Eis stand. In seiner letzten High-School-Saison 2009/10 erzielte der Center 60 Scorerpunkte in 25 Spielen und gewann daraufhin die jährlich vergebene Auszeichnung als Minnesota Mr. Hockey, die den besten High-School-Spieler des US-Bundesstaates Minnesota würdigt. Im NHL Entry Draft 2010 wurde er in der ersten Runde an 19. Position von den Florida Panthers ausgewählt.
Anschließend wechselte Bjugstad an die University of Minnesota und spielte für das Eishockey-Team der Universität in der National Collegiate Athletic Association. In seiner zweiten Saison gelang ihm mit 42 Punkten aus 40 Spielen der Durchbruch und er wurde ins First All-Star Team der Western Collegiate Hockey Association berufen. In der folgenden Saison war er mit 21 Treffern erneut unter den zehn besten Torschützen der Liga und erhielt eine Berufung ins Third All-Star Team der WCHA.
Nach Saisonende in der NCAA unterzeichnete Bjugstad am 3. April 2013 einen Einstiegsvertrag über drei Jahre mit den Florida Panthers und bestritt bereits drei Tage später sein NHL-Debüt für das Team. Im letzten Saisonspiel gegen die Tampa Bay Lightning gelang das erste Tor seiner Profikarriere. Nach etwa sechs Jahren in Florida wurde Bjugstad Anfang Februar 2019 samt Jared McCann an die Pittsburgh Penguins abgegeben. Im Gegenzug erhielten die Panthers Derick Brassard und Riley Sheahan sowie ein Zweitrunden-Wahlrecht und zwei Viertrunden-Wahlrechte für den NHL Entry Draft 2019.
Nach etwa eineinhalb Jahren in Pittsburgh wurde Bjugstad im September 2020 zu den Minnesota Wild transferiert, sodass er in seine Heimat Minnesota zurückkehrte. Die Penguins übernahmen weiterhin die Hälfte seines Gehalts, während sie nur dann ein Siebtrunden-Wahlrecht im NHL Entry Draft 2021 im Gegenzug erhalten sollen, sofern der Angreifer in der Folgesaison 70 Partien absolviert oder 35 Punkte erzielt. Im Vorjahr hatte er verletzungsbedingt nur 13 Spiele bestritten. Nach zwei Jahren in Minnesota schloss er sich im Juli 2022 auf Basis eines Einjahresvertrags als Free Agent den Arizona Coyotes an. Noch vor dem Auslaufen des Arbeitspapiers transferierte das Team den Mittelstürmer im März 2023 gemeinsam mit Cam Dineen zu den Edmonton Oilers, während die Coyotes im Gegenzug Michael Kesselring und ein Drittrunden-Wahlrecht im NHL Entry Draft 2023 erhielten. Zudem übernahm Arizona bis zum Saisonende weiterhin die Hälfte des Gehalts Bjugstads in Höhe von 900.000 US-Dollar. Nach Saisonende kehrte er im Juli 2023 als Free Agent zu den Arizona Coyotes zurück. Mit den Coyotes vollzog er nach der Saison 2023/24 den Umzug nach Salt Lake City, wo er fortan für den Utah Hockey Club aktiv ist. Dieser benannte sich im Mai 2025 in Utah Mammoth um.

### International
Nick Bjugstad vertrat die USA erstmals bei der U20-Junioren-Weltmeisterschaft 2011 und gewann mit der Mannschaft die Bronzemedaille. Auch im folgenden Jahr stand er wieder im Aufgebot der USA und war mit vier Treffern neben Charlie Coyle bester Torschütze der Mannschaft.
Zur Weltmeisterschaft 2013 in Stockholm und Helsinki wurde Bjugstad erstmals in den Kader der Herren-Nationalmannschaft berufen und gewann mit der US-Auswahl die Bronzemedaille.

## Erfolge und Auszeichnungen
| - 2010 Minnesota Mr. Hockey - 2012 WCHA First All-Star Team - 2012 NCAA West Second All-American Team | - 2013 WCHA Third All-Star Team - 2013 WCHA All-Academic Team |

### International
- 2011 Bronzemedaille bei der U20-Junioren-Weltmeisterschaft
- 2013 Bronzemedaille bei der Weltmeisterschaft

## Karrierestatistik
Stand: Ende der Saison 2024/25

### International
Vertrat die USA bei:
- U20-Junioren-Weltmeisterschaft 2011
- U20-Junioren-Weltmeisterschaft 2012
- Weltmeisterschaft 2013
- Weltmeisterschaft 2017

(Legende zur Spielerstatistik: Sp oder GP = absolvierte Spiele; T oder G = erzielte Tore; V oder A = erzielte Assists; Pkt oder Pts = erzielte Scorerpunkte; SM oder PIM = erhaltene Strafminuten; +/− = Plus/Minus-Bilanz; PP = erzielte Überzahltore; SH = erzielte Unterzahltore; GW = erzielte Siegtore; 1 Play-downs/Relegation; Kursiv: Statistik nicht vollständig)